# آل صالح بوبك (الصومعة)

تعديل مصدري - تعديل

ال صالح بوبك هي إحدى قرى عزلة ال سعيد بمديرية الصومعة التابعة لمحافظة البيضاء، بلغ تعداد سكانها 231 نسمة حسب تعداد اليمن لعام 2004.